# Welsh International 1927
Die Welsh International 1927 fanden in Wrexham statt. Es war die erste Auflage dieser internationalen Meisterschaften von Wales im Badminton.

## Titelträger
| Disziplin    | Sieger                           |
| ------------ | -------------------------------- |
| Herreneinzel | Alan Titherley                   |
| Dameneinzel  | R. Finch                         |
| Herrendoppel | J. D. M. McCallum Alan Titherley |
| Damendoppel  | Thompson-Smith Reid              |
| Mixed        | F. L. Treasure Meredith          |